# Disneyland (powieść)
Disneyland – powieść autorstwa Stanisława Dygata wydana po raz pierwszy w roku 1965 nakładem oficyny wydawniczej PIW.

## Treść
Akcja rozgrywa się w Krakowie lat sześćdziesiątych.
Narratorem, a zarazem głównym bohaterem Disneylandu jest Marek Arens, młody architekt i sportowiec. Zmaga się on z rzeczywistością, nie potrafi odnaleźć swojego miejsca w świecie ani swojego sensu istnienia. Przez większość czasu podejmuje pochopne decyzje i zmienia je. Choć jest dobrze wykształcony, przystojny, żyje dostatnio i osiąga znaczące wyniki w sporcie, wręcz sprawia wrażenie współczesnego "człowieka sukcesu", nie jest w stanie zaznać spokoju. Próby odnalezienia Jowity (dziewczyny poznanej przelotnie na balu maskowym) nie są, wbrew pozorom, jedynym utrapieniem Marka. Można jednak odnieść wrażenie, że przyspieszają pojawianie się w życiu głównego bohatera niedostrzegalnych dotąd kłopotów.
Do pewnego stopnia Marek Arens jest postacią tragiczną, która nie spostrzegła w porę "paradoksu wyboru" i oszustw, zarówno własnych jak i cudzych. Pogoń za egoistycznym spełnieniem i samolubną przyjemnością oraz życie w iluzji sprowadzają na niego nieuchronne konsekwencje.

## Ekranizacja
W roku 1967 Janusz Morgenstern nakręcił na podstawie powieści Dygata film pt. Jowita.